# Rashtriya Swayamsevak Sangh
Pour les articles homonymes, voir RSS (homonymie).
Le Rashtriya Swayamsevak Sangh, ou RSS (prononciation /rɑːʂʈriːj(ə) swəjəmseːvək səŋgʱ/, en français « Organisation volontaire nationale »,, ou encore « Organisation patriotique nationale »), est un groupe nationaliste hindou d'extrême droite et paramilitaire,,. Fondé en 1925 à Nagpur par un médecin indien, Keshav Baliram Hedgewar (en), le RSS est officiellement animé par l'engagement désintéressé au service de la nation et est souvent critiqué comme un groupe extrémiste,.
Le RSS a été fondé comme un groupe éducatif destiné à forger l'unité de la communauté hindoue, à lutter contre le colonialisme britannique et à supprimer le séparatisme musulman. Le RSS s'inspire notamment des groupes d'extrême droite européens,, comme le Parti nazi d'Allemagne. Ses membres participent à des mouvements politiques et sociaux, y compris pour l'Indépendance de l'Inde, et le RSS devient ainsi l'une des organisations nationalistes hindoues les plus puissantes sous l'influence de Madhukar Dattatraya Deoras (en). À l'époque du colonialisme britannique, l'organisation ne lui était pas particulièrement hostile : certains de ses militants préféraient collaborer avec l’Empire et entrer dans l’armée afin de lutter contre les musulmans, perçus comme les principaux ennemis.
Le RSS a été interdit plusieurs fois par les autorités coloniales britanniques ainsi que trois fois par le gouvernement indien après l'Indépendance : en 1948 après que Nathuram Godse, ancien membre du RSS, a assassiné le Mahatma Gandhi,,, pendant l'état d'urgence de 1975 à 1978 et enfin après la démolition de la mosquée de Babri en 1992.
Inspirés par le Lebensborn nazi, le RSS et sa branche médicale Arogya Bharati mettent en place dans les années 2010 un programme médical spirituel, inspiré de l'ayurvéda, à destination des couples hindous. Il leur permettrait de donner naissance à des enfants « parfaits, grands et à la peau claire » et ayant d'importantes « capacités mentales »,.
L’organisation continue de se rendre responsable de violences contre les chrétiens et les communistes, pouvant aller jusqu'au meurtre. Lors des manifestations de 2020 contre une réforme à caractère islamophobe prévue par le gouvernement, des militants du RSS ont mené de violentes actions de représailles contre des manifestants et des musulmans. Sur les réseaux sociaux, des actes de torture, des incendies, et divers agressions ont été filmés. Certaines vidéos témoignent d'une complicité de la police. Ces affrontements ont fait, entre le 23 et le 28 février, 42 morts et plus de 200 blessés.
Le RSS exerce une grande influence au ministère de l’Éducation nationale et introduit de nouveaux manuels scolaires dans lesquels l’histoire de l’Inde est en partie réécrite. Les invasions musulmanes sont caricaturées afin d'en donner une image exagérément sanguinaire. Le rôle de certains acteurs de l'indépendance, comme Jawaharlal Nehru, est minimisé au profit du mouvement nationaliste hindou. Pour l'organisation, le rôle de l’État dans l’économie doit être restreint, ce qui lui permet de disposer de la sympathie de nombreux hommes d’affaires qui contribuent à son financement.
Narendra Modi, premier ministre de l'Inde depuis 2014, a été un membre haut placé de l’organisation pendant plusieurs années. Ram Nath Kovind, président de l'Inde de 2017 à 2022, a lui aussi milité dans l’organisation pendant plusieurs années.

## Fondateur

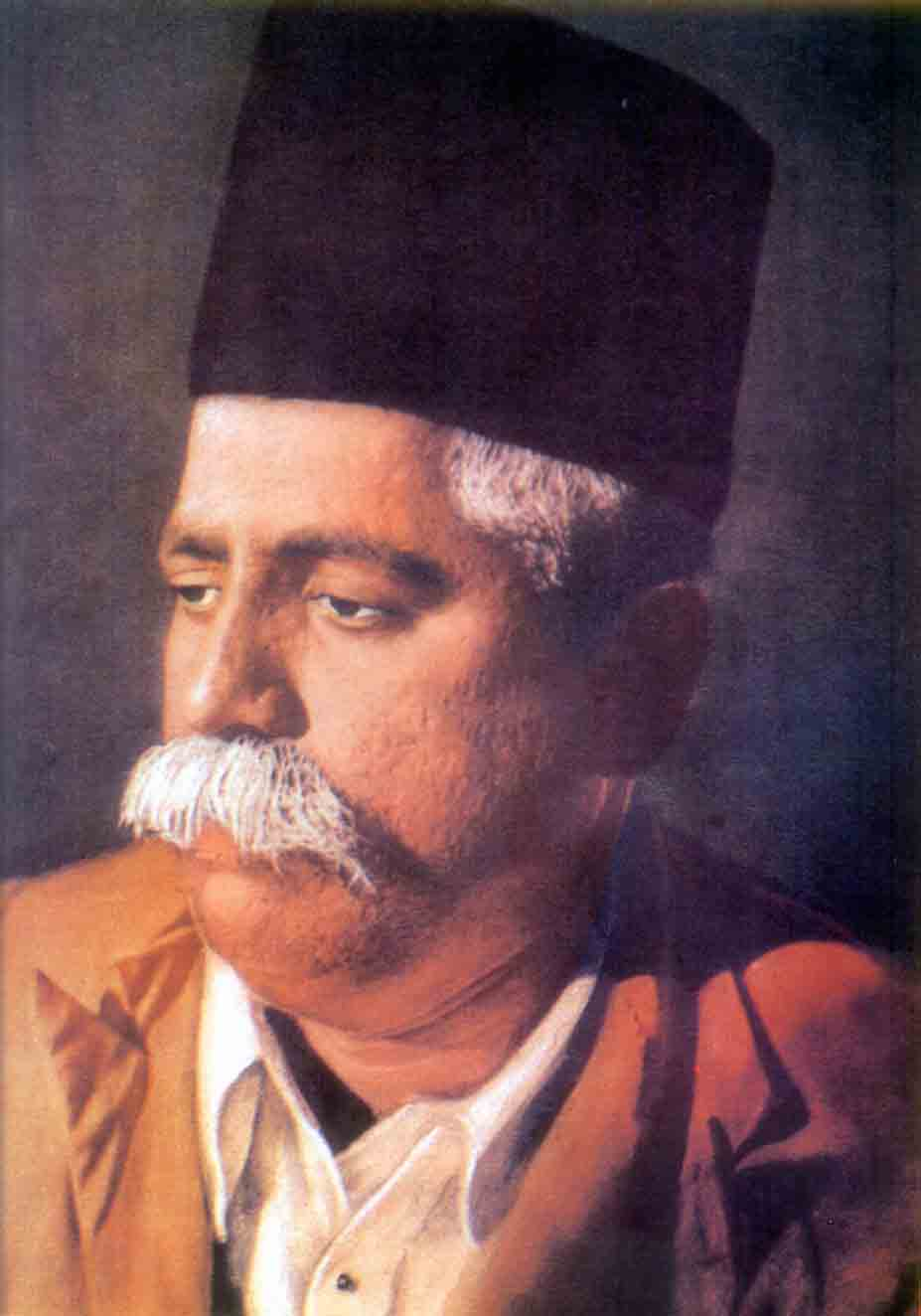
Keshav Baliram Hedgewar, fondateur et premier Sarsanghchalak de RSS.

Le RSS a été fondé en 1925 par Keshav Baliram Hedgewar, un médecin de la ville de Nagpur, en Inde britannique.
Hedgewar était un protégé politique de B. S. Moonje, un membre du Congrès tilakite, un politicien hindou Mahasabha et un activiste social de Nagpur. Moonje avait envoyé Hedgewar à Calcutta pour poursuivre ses études de médecine et apprendre les techniques de combat des sociétés révolutionnaires secrètes des Bengalis. Hedgewar est devenu membre de l'Anushilan Samiti, un groupe révolutionnaire anti-britannique, entrant dans son cercle restreint. Les méthodes secrètes de ces sociétés ont finalement été utilisées par lui pour organiser le RSS.
Hedgewar croyait qu'une poignée de Britanniques était capable de régner sur le vaste pays de l'Inde parce que les hindous étaient désunis, manquaient de courage (parikrama) et manquaient de caractère civique. Il a recruté des jeunes hindous énergiques avec une ferveur révolutionnaire, leur a donné un uniforme d'un bonnet de fourrage noir, une chemise kaki (plus tard chemise blanche) et un short kaki - imitant la police britannique - et leur a enseigné des techniques paramilitaires avec lathi (bâton en bambou), épée, javelot et poignard. Les cérémonies et rituels hindous ont joué un rôle important dans l'organisation, non pas tant pour l'observance religieuse, mais pour faire prendre conscience du passé glorieux de l'Inde et pour lier les membres dans une communion religieuse. Hedgewar a également tenu des sessions hebdomadaires de ce qu'il a appelé baudhik (éducation idéologique), consistant en de simples questions aux novices concernant la nation hindoue et son histoire et ses héros, en particulier le roi guerrier Shivaji. Le drapeau safran de Shivaji, le Bhagwa Dhwaj, a été utilisé comme emblème de la nouvelle organisation. Ses tâches publiques consistaient à protéger les pèlerins hindous lors des festivals et à affronter la résistance musulmane contre les processions hindoues près des mosquées.
Deux ans après le début de la vie de l'organisation, en 1927, Hedgewar organisa un «camp d'entraînement des officiers» dans le but de former un corps d'ouvriers clés, qu'il appela pracharaks. Il a demandé aux volontaires de devenir d'abord sadhus, renonçant à la vie professionnelle et familiale et se consacrant à la cause du RSS. Selon le chercheur du CNRS Christophe Jaffrelot, Hedgewar a adopté cette doctrine après avoir été réinterprétée par des nationalistes comme Aurobindo. La tradition du renoncement a donné au RSS le caractère d'une «secte hindoue». Le développement du réseau shakha du RSS a été la principale préoccupation de Hedgewar tout au long de sa carrière en tant que chef RSS. Les premiers pracharaks étaient chargés d'établir autant de shakhas que possible, d'abord à Nagpur, puis à travers le Maharashtra et finalement dans le reste de l'Inde. P. B. Dani a été envoyé pour établir une shakha à l'Université hindoue de Benaras et d'autres universités ont également été ciblées pour recruter de nouveaux adeptes parmi la population étudiante. Trois pracharaks sont allés au Pendjab: Appaji Joshi à Sialkot, Moreshwar Munje au DAV College de Rawalpindi et Raja Bhau Paturkar au DAV College de Lahore. En 1940, Madhavrao Muley a été nommé prant pracharak (missionnaire régional) à Lahore.